# لكوكتش
لكوكتش (بالفارسية: لکوکچ) هي قرية تقع في دشتياري في إيران. يقدر عدد سكانها بـ 321 نسمة بحسب إحصاء 2016.